# سارینا ویگمن
سارینا ویگمن (هلندی: Sarina Wiegman؛ زادهٔ ۲۶ اکتبر ۱۹۶۹) بازیکن فوتبال اهل هلند است. وی همچنین در تیم ملی فوتبال زنان هلند بازی کرده است. سارینا ویگمن در مراسم د بست به عنوان بهترین سرمربی زن سال ۲۰۲۳ فوتبال دنیا انتخاب شد.